# Tudományos stílus
A tudományos stílus a tudomány nyelvhasználatára jellemző nyelvi stílus, a nyelvi stílusrétegek egyike.
Jellemzője a pontos, szabatos megfogalmazás, az egyértelműségre való törekvés, a szakkifejezések, definíciók és elvont, tudományos fogalmak használata. Törekszik a tényszerű és semleges fogalmazásra, az áttekinthető logikus mondatszerkesztésre. Jellemző rá a hivatkozások, rövidítések használata.
A tudományos stílus az átlagos befogadó számára nehezen érthető lehet a száraz, tárgyszerű megfogalmazás és a köznyelvben nem, vagy ritkán használt fogalmak gyakori használata miatt.